# Локњански рејон
Локњански рејон (рус. Локня́нский район) административно-територијална је јединица другог нивоа и општински рејон смештен на истоку Псковске области, односно на западу европског дела Руске Федерације.
Административни центар рејона је варошица Локња.
Према проценама националне статистичке службе Русије за 2016. на територији рејона је живело 8.419 становника, или у просеку око 4,7 ст/km².

## Географија
Локњански рејон смештен је у источном делу Псковске области. Обухвата територију површине 2.412,4 km², и по том параметру налази се на 12. месту међу 24 рејона у области. Граничи се са територијама Бежаничког рејона на северу и северозападу, на западу у југозападу је Новосокољнички, а на југу Великолушки рејон. На истоку су Холмски рејон Новгородске и Торопечки рејон Тверске области.
У рељефу рејона издвајају се виши делови моренског Бежаничког побрђа на западу и северозападу, са максималним надморским висинама до 260 m, и изразито низијско и замочварено подручје на североистоку које је готово ненеасељено. Мочварни део рејона део је Полистовског природног резервата заштићеног подручја основаног 1994. године.
Цела територија Локњанског рејона налази се у сливном подручју реке Ловат и њених притока, односно у басену реке Неве и Балтичког мора. Река Ловат протиче крајњим истоком рејона, а њене најважније притоке на овом подручју су Куња са десне и Локња са леве стране. На крајњем западу рејона налазе се бројна језера глацијалног порекла, а највећа мњђу њима су Ужо (7,5 km²), Локново (6,2 km²), Аљо (4,8 km²), док је највеће језеро на истоку рејона Дулово (5,4 km²).

## Историја
Локњански рејон успостављен је 1927. као општински рејон у границама тадашњег Великолушког округа Лењинградске области. Године 1929. постаје делом Западне области чији центар је био град Смоленск, а потом од 1935. и Калињинске области. Године 1944. успостављена је Великолушка област која је постојала до 1957. када је уједињена са остатком Псковске области.

## Демографија и административна подела
Према подацима са пописа становништва из 2010. на територији рејона је живело укупно 9.535 становника, док је према процени из 2016. ту живело 8.419 становника, или у просеку око 4,7 ст/km². По броју становника Локњански рејон се налази на 16. месту у области.
| 1959.  | 1970.  | 1979.  | 1989.  | 2002.  | 2010. | 2016.  |
| ------ | ------ | ------ | ------ | ------ | ----- | ------ |
| 27.803 | 21.664 | 17.916 | 16.570 | 13.268 | 9.535 | 8.419* |

Напомена:* Према процени националне статистичке службе. 
Према подацима са пописа из 2010. на подручју рејона регистрована су укупно 276 села (од којих је њих 85 било без становника, а у 83 села живело је мање од 5 становника). Рејон је административно подељен на 4 нижестепене општине, 3 руралне и једну градску. Административни центар рејона је варошица Локња у којој је живело око 40% од укупне рејонске популације.

## Саобраћај
Најважнији друмски правац који пролази преко територије Локњанског рејона је магистрални друм Невељ−Шимск, а најважнији железнички правац је прука Санкт Петербург−Витепск која рејон сече у смеру север-југ.